# Eucoptacra nana
Eucoptacra nana är en insektsart som beskrevs av Boris Petrovich Uvarov 1953. Eucoptacra nana ingår i släktet Eucoptacra och familjen gräshoppor. Inga underarter finns listade i Catalogue of Life.